# École nationale supérieure des mines de Saint-Étienne
École nationale supérieure des mines de Saint-Étienne és una universitat francesa, una Grande école d'enginyeria, fundada el 1816, amb seu a Saint-Étienne. Entre els objectius marcats per la universitat es troba donar suport al desenvolupament dels seus estudiants i empreses a través d'una sèrie de cursos i camps de recerca, des de la formació inicial d'enginyers generals ingénieurs civils des mines, fins a la docència del doctorat; des de les ciències dels materials fins a la microelectrònica passant per l'enginyeria de processos, la mecànica, el medi ambient, l'enginyeria civil, les finances, les tecnologies de la informació i l'enginyeria de la salut.
L'escola va ser fundada el 2 d'agost de 1816, a instàncies de Lluís XVIII.

## Graduats famosos
- Jean Baptiste Boussingault, un químic i agrònom francès